# Empress of the Seas
El Empress (anteriormente Nordic Empress y Empress of the Seas) es un crucero propiedad de Cordelia Cruises, una naviera de cruceros india. Entró por primera vez en servicio en 1990 para Royal Caribbean International, siendo transferido en 2008 a Pullmantur Cruises y volviendo a Royal en 2016. En diciembre de 2020, fue retirado definitivamente de la flota de Royal Caribbean y vendido a Cordelia Cruises.

## Historial operativo

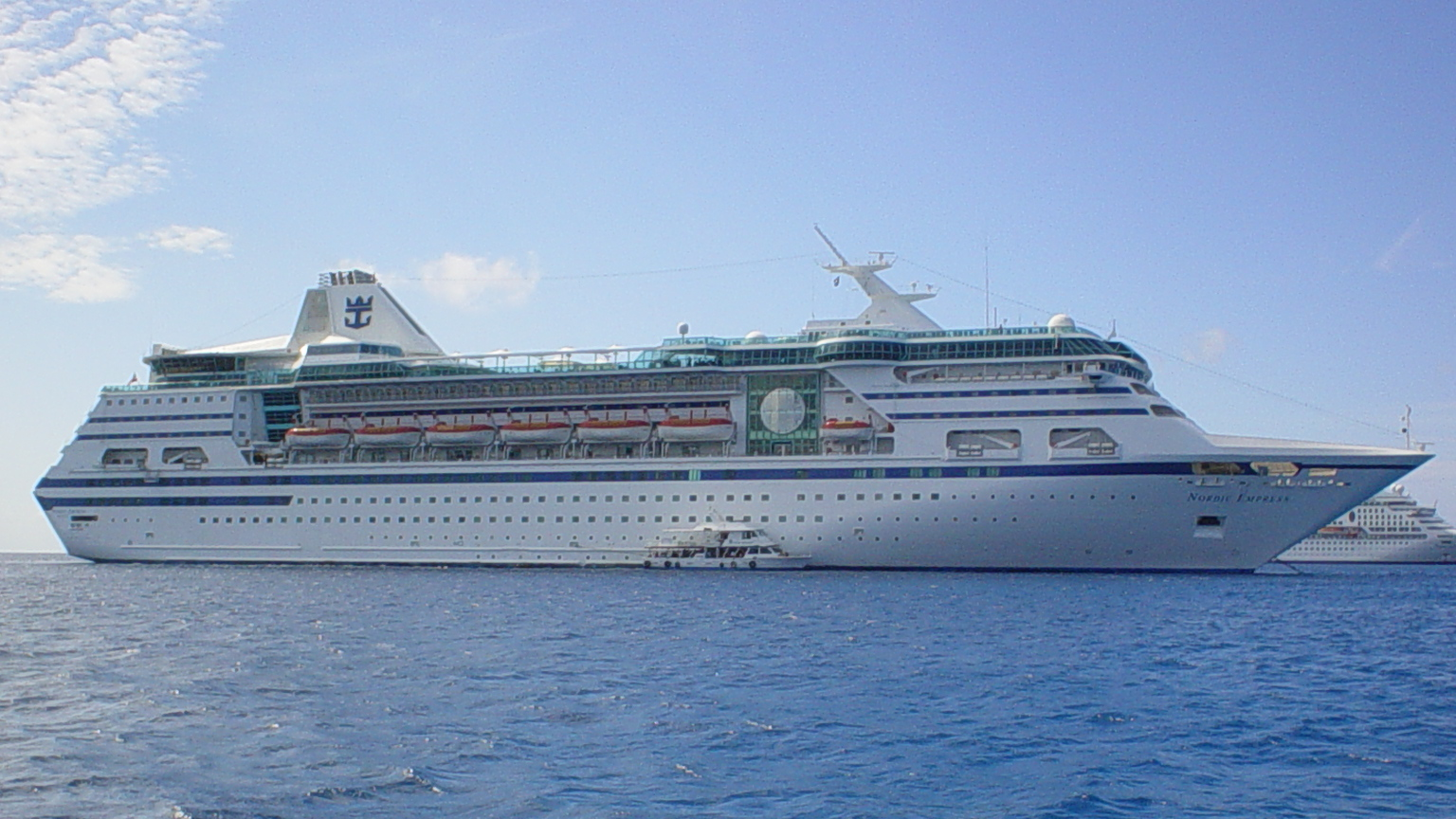
El Nordic Empress en el año 2004.

El barco se bautizó Nordic Empress y sería el último barco de Royal Caribbean cuyo nombre no terminase en el sufijo "of the Seas". Tras una amplia reforma, que terminó el 8 de mayo de 2004, el nombre sería modificado a Empress of the Seas, siguiendo la línea del resto de la flota.
El Nordic Empress fue el primer crucero diseñado especialmente para viajes de 3 a 4 días. Su itinerario inicial fue un crucero corto a las Bahamas, que luego se combinó con cruceros de 3 y 4 días desde San Juan, Puerto Rico. En 1999, tras la venta del Song of America, el Nordic Empress se encargaría de cubrir la ruta entre Nueva York y las Bermudas.

### Incendio en la sala de máquinas (2001)
En junio de 2001, el Nordic Empress sufrió graves daños en la sala de máquinas debido a un incendio, mientras navegaba 140 millas al norte de las Bermudas. La investigación posterior reveló que la causa del incendio fue un perno suelto en un conjunto de brida de la línea de combustible, que había sido reparado incorrectamente. El perno roto provocó que el conjunto de la brida se separara, lo que permitió que se derramara combustible alrededor del motor. Momentos después de que sonara una alarma de baja presión de combustible en la sala de máquinas, el combustible derramado se encendió contra las superficies calientes del motor, causando una gran explosión que fue visible en el circuito cerrado de televisión de la sala de máquinas. Los motores se detuvieron inmediatamente y todas las bombas de combustible se apagaron. Los tripulantes que intentaron combatir el fuego con mangueras se vieron obligados a retroceder debido al intenso calor.
A los 6 minutos de iniciado el incendio, se activó el sistema de rociadores junto con la alarma de emergencia general del barco. Los rociadores parecieron haber extinguido el incendio después de 4 minutos, y la tripulación intentó nuevamente acceder al motor, pero el combustible residual en el área del motor inició un incendio repentino que se extinguió rápidamente con mangueras contra incendios. Durante la inspección posterior de la sala de máquinas y áreas circundantes, se descubrieron cables quemados en un compartimento adyacente. El espacio fue evacuado antes de cerrar las puertas estancas, liberar 885 kg de halón y reiniciar el sistema de rociadores aéreos. Tres horas después de que se produjo el primer incendio, el incidente se registró como resuelto. El barco pudo regresar a Bermudas con potencia reducida y posteriormente fue puesto fuera de servicio durante dos semanas para reparaciones. Los gastos totales y las pérdidas de ingresos relacionados con el incendio ascendieron a más de 8,8 millones de dólares.
La actriz Tina Fey y su esposo Jeff Richmond estaban a bordo en ese momento. El incidente fue relatado en la autobiografía de Fey, Bossypants.

### Servicio en Pullmantur

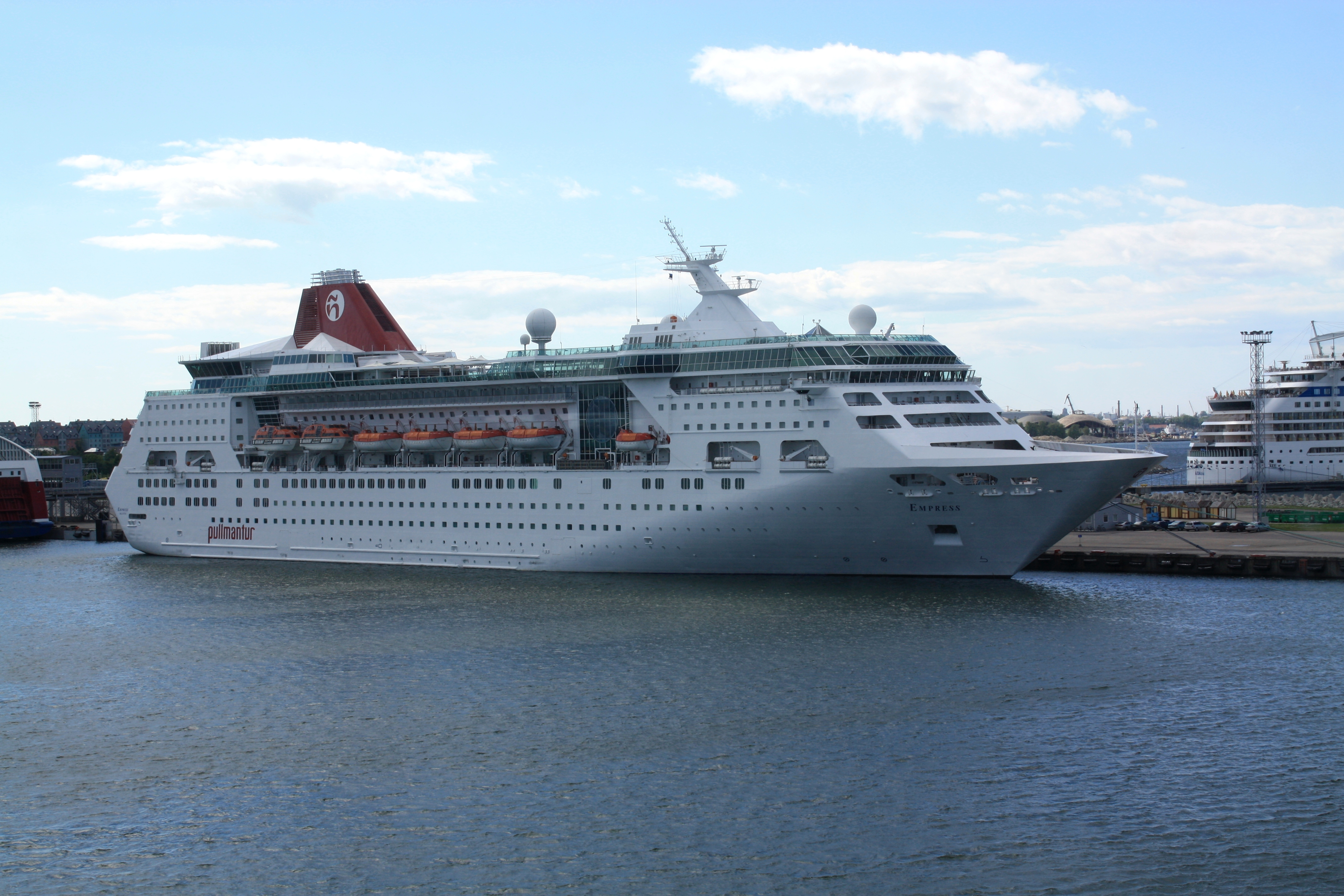
El Empress of the Seas en 2010.

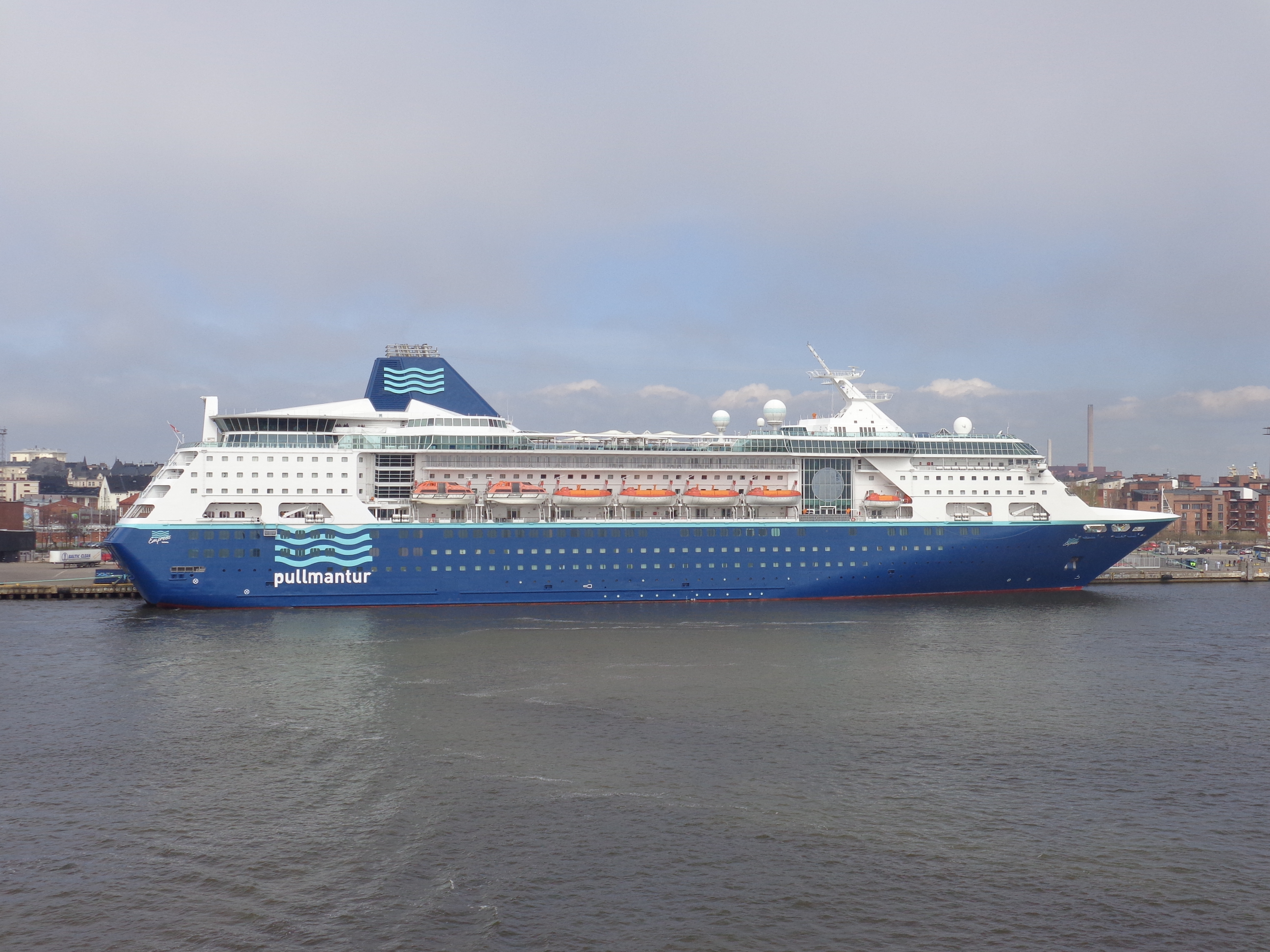
El Empress of the Seas en 2013.

El 26 de marzo de 2007 se informó que en marzo del año siguiente, el Empress of the Seas sería transferido a la flota de Pullmantur Cruceros, subsidiaria de Royal Caribbean.  Su último viaje para Royal Caribbean tuvo lugar el 7 de marzo de 2008, mientras que el viaje inaugural como Empress para Pullmantur comenzó el 15 de marzo de 2008.
En noviembre de 2012, el Empress fue el primero de la flota en recibir los nuevos logotipo y librea de Pullmantur.

### De regreso a Royal Caribbean
En 2016, el Empress se sometió a una remodelación en dique seco y volvió a Royal Caribbean como Empress of the Seas.
El 21 de diciembre de 2015, Royal Caribbean comenzó a ofrecer cruceros de 4 y 5 noches con el Empress of the Seas desde Miami, originalmente programados para comenzar el 30 de marzo de 2016, con las Islas Bahamas, Key West y Gran Caimán entre los puertos que se visitarán. El 18 de marzo de 2016, Royal Caribbean anunció que el regreso del Empress of the Seas a su flota se retrasaría hasta el 25 de abril de 2016. El 20 de abril de 2016 se anunció un nuevo retraso hasta el 28 de mayo de 2016 para poder reconstruir por completo las cocinas del barco.
El 21 de diciembre de 2018, el Empress of the Seas rescató a dos pescadores que se encontraban sin comida, combustible ni agua tras de haber zarpado por el Caribe veinte días antes. Los miembros de la tripulación que operaban el sistema de radar del Empress of the Seas habían notado una anomalía que resultó ser el pequeño barco pesquero. Royal Caribbean bajó uno de sus botes salvavidas para rescatar a los pescadores.
El 15 de marzo de 2020, el barco atracó en Miami por última vez en servicio para Royal Caribbean.

### Con Cordelia Cruises

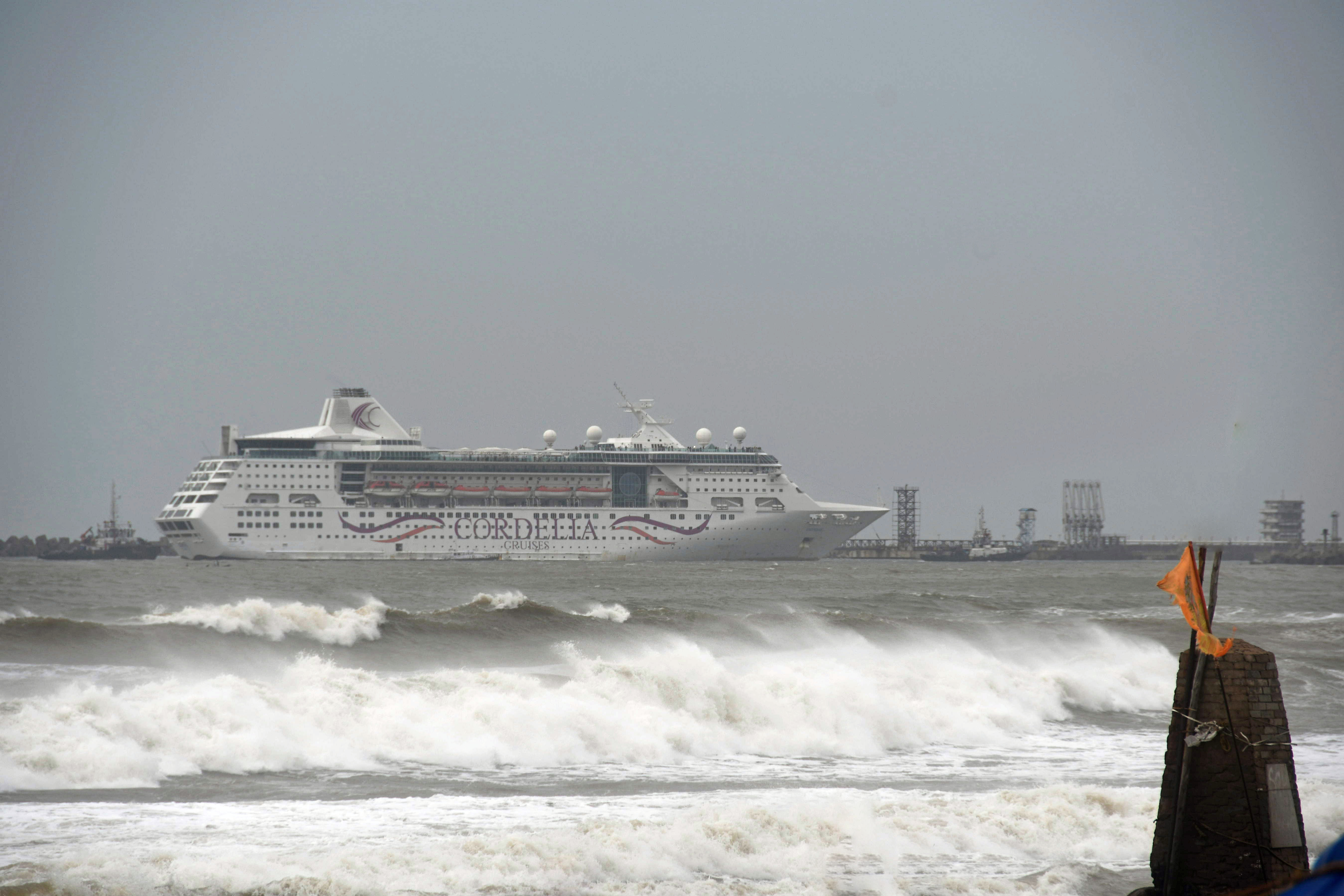
El Empress of the Seas en 2022.

En agosto de 2020, en pleno parón de la actividad de cruceros debido al COVID-19, y en respuesta a los rumores de que el Empress of the Seas estaba anclado en Grecia para ser vendido como chatarra, Royal Caribbean anunció que el barco todavía era parte de la flota y solo permanecería en Grecia durante unos meses.
En diciembre de 2020, Royal Caribbean vendió el Empress of the Seas a la línea de cruceros india Cordelia Cruises.

## Cultura popular
En la novela Guerra Mundial Z, de Max Brooks, el Nordic Empress se encuentra gravemente infestado de zombis y a la deriva cerca de Dakar, Senegal, siendo detectado por el submarino chino Tipo 094, Admiral Zheng He. 